# Fundacja Pro Futuro Theologiae
Pro Futuro Theologiae – fundacja działająca od 2014 r. przy Wydziale Teologicznym Uniwersytetu Mikołaja Kopernika w Toruniu, której celem jest wspieranie i organizowanie działań promocyjnych wyżej wymienionego wydziału.

## Geneza i cele
Fundacja została ustanowiona 5 listopada 2014 roku przez trzech fundatorów: dra Piotra Pawła Orłowskiego, ks. prof. Dariusza Koteckiego oraz ks. prof. Piotra Pawła Roszaka. Zarząd fundacji stanowią: ks. dr Tomasz Huzarek, ks. dr Łukasz Skarżyński, ks. dr Arkadiusz Drzycimski (stan na lipiec 2023 r.).
Do zadań Pro Futuro Theologiae należą:
- wspieranie i organizowanie działań promocyjnych Wydziału Teologicznego Uniwersytetu Mikołaja Kopernika w Toruniu – ich celem jest zwiększenie liczby studentów, a także budowanie pozycji naukowej wydziału w Polsce i na świecie
- inicjowanie badań naukowych z zakresu teologii, filozofii, historii Kościoła oraz pokrewnych dyscyplin
- wspieranie inicjatyw badawczych, organizacyjnych, informacyjnych, kształceniowych oraz wydawniczych pracowników naukowych, studentów i kół naukowych Wydziału Teologicznego UMK
- promowanie najlepszych studentów Wydziału Teologicznego UMK w Toruniu
- wdrażanie w życie przedsięwzięć i odkryć naukowych zrodzonych w toruńskim środowisku teologicznym
- finansowanie stypendiów i grantów naukowych
- organizowanie i finansowanie konferencji naukowych, kursów, konferencji i seminariów.

## Projekty

### Laboratorium Wolności Religijnej
Projekt Laboratorium Wolności Religijnej służy przeciwdziałaniu przestępczości przeciwko wolności sumienia i wyznania oraz wszelkiej dyskryminacji na tle przynależności wyznaniowej. Realizuje ten cel poprzez:
- monitorowanie przypadków naruszeń wolności sumienia i religii w Polsce
- prowadzenie ośrodka informacyjno-konsultacyjnego dla osób dotkniętych dyskryminacją ze względu na wyznawaną wiarę
- publikowanie materiałów edukacyjnych, w tym artykułów i podcastów ekspertów z różnych dziedzin oraz interdyscyplinarnego internetowego Słownika wolności religijnej[4]
- organizację konferencji naukowych o zasięgu międzynarodowym[5];
- organizację debat, szkoleń i warsztatów;
- organizację Pikników Wolności[6]  oraz obchodów Międzynarodowego Dnia Upamiętniającego Ofiary Aktów Przemocy ze względu na Religię lub Wyznanie.

### Dzieła wszystkie św. Tomasza z Akwinu
Dzieła wszystkie św. Tomasza z Akwinu to projekt przekładu na język polski oraz wydania drukiem wszystkich pism Akwinaty, których autentyczność została potwierdzona. Realizują go: Instytut Tomistyczny, Fundacja Pro Futuro Theologiae oraz Wydawnictwo Polskiej Prowincji Dominikanów W drodze. Seria ma obejmować 100 dzieł zebranych w 70 tomach.

## Pozostałe inicjatywy
- Nagroda im. Ks. Sawickiego za najlepsze prace magisterskie z zakresu teologii oraz nauk o rodzinie[8].
- Fundusz stypendialny im. Ks. J. Bagrowicza przeznaczony na konkursy grantowe z teologii praktycznej i katechetyki[9].
- Publikacja komiksów: Historia o niemym wole. Święty Tomasz z Akwinu[10] oraz Jakub. Syn Gromu. Biografia Apostoła Jakuba[11].